# BBC Micro

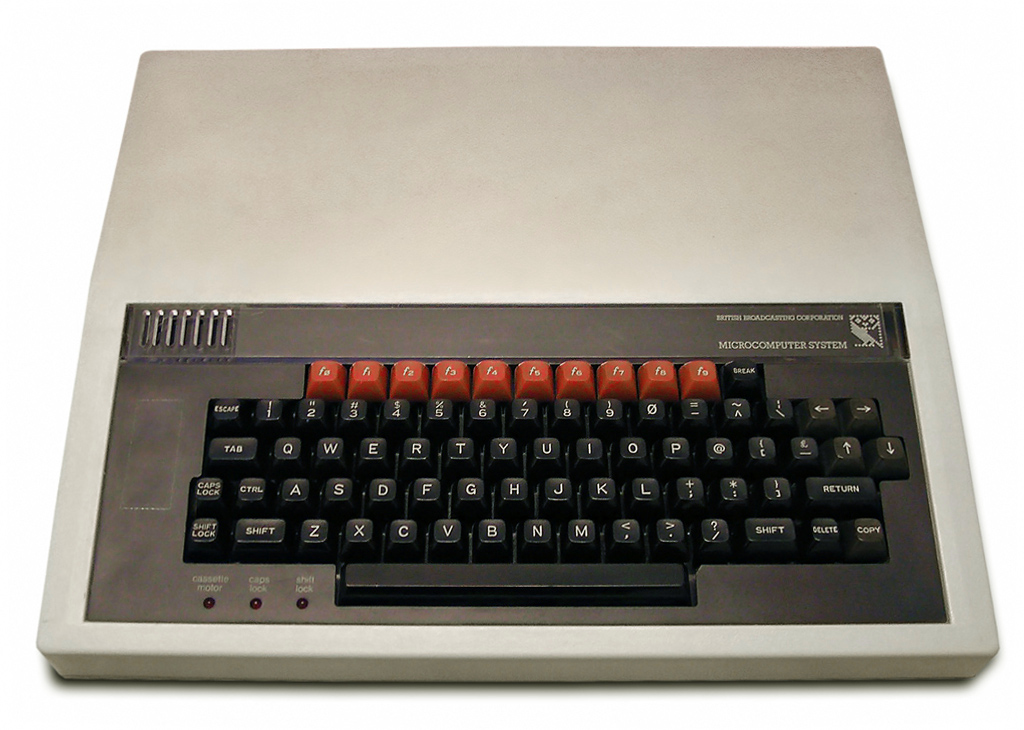
BBC Micro

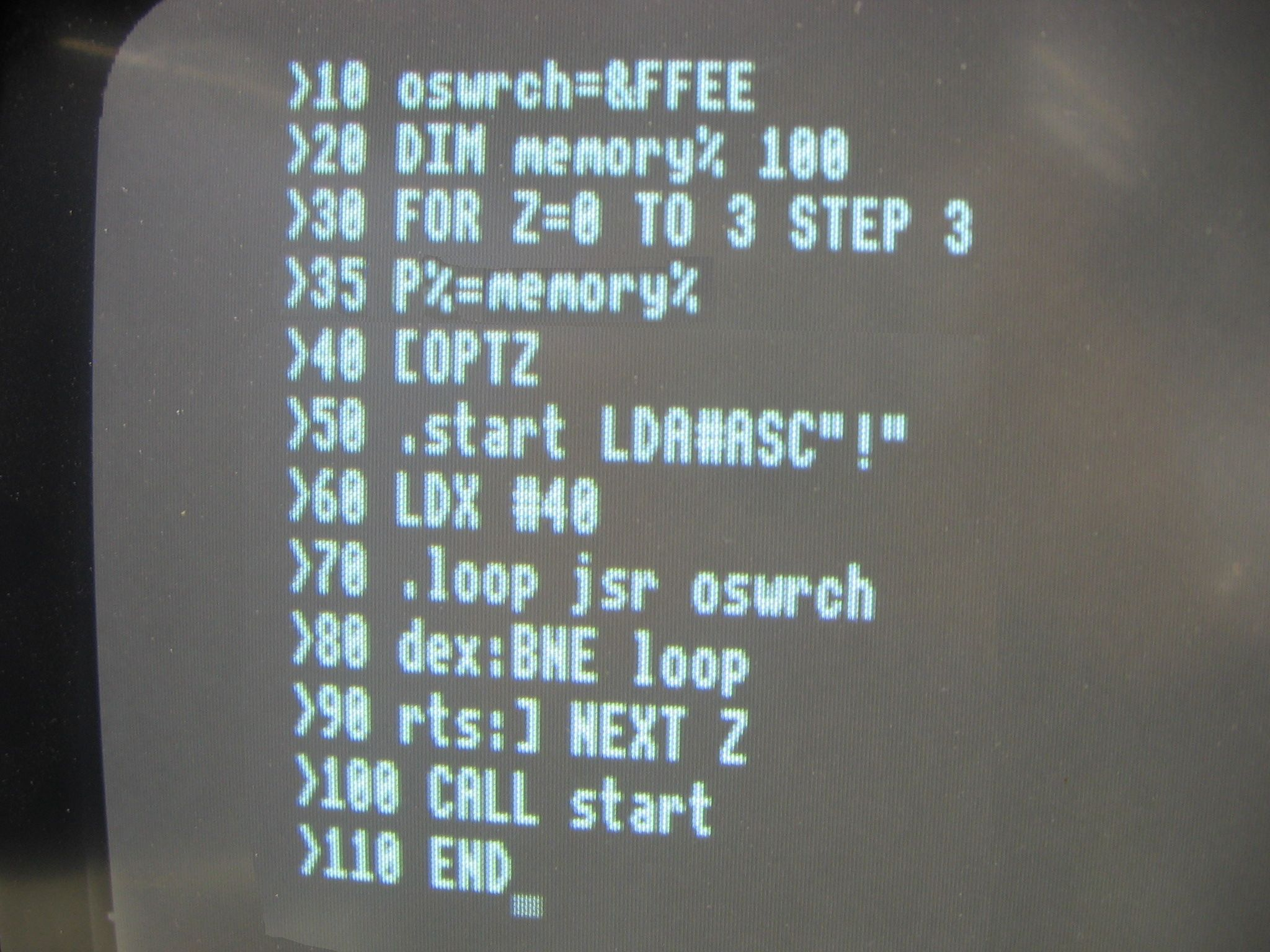
Bildschirm des BBC Micro mit einem BASIC-Listing, das auch Inline-Assembler-Teile enthält

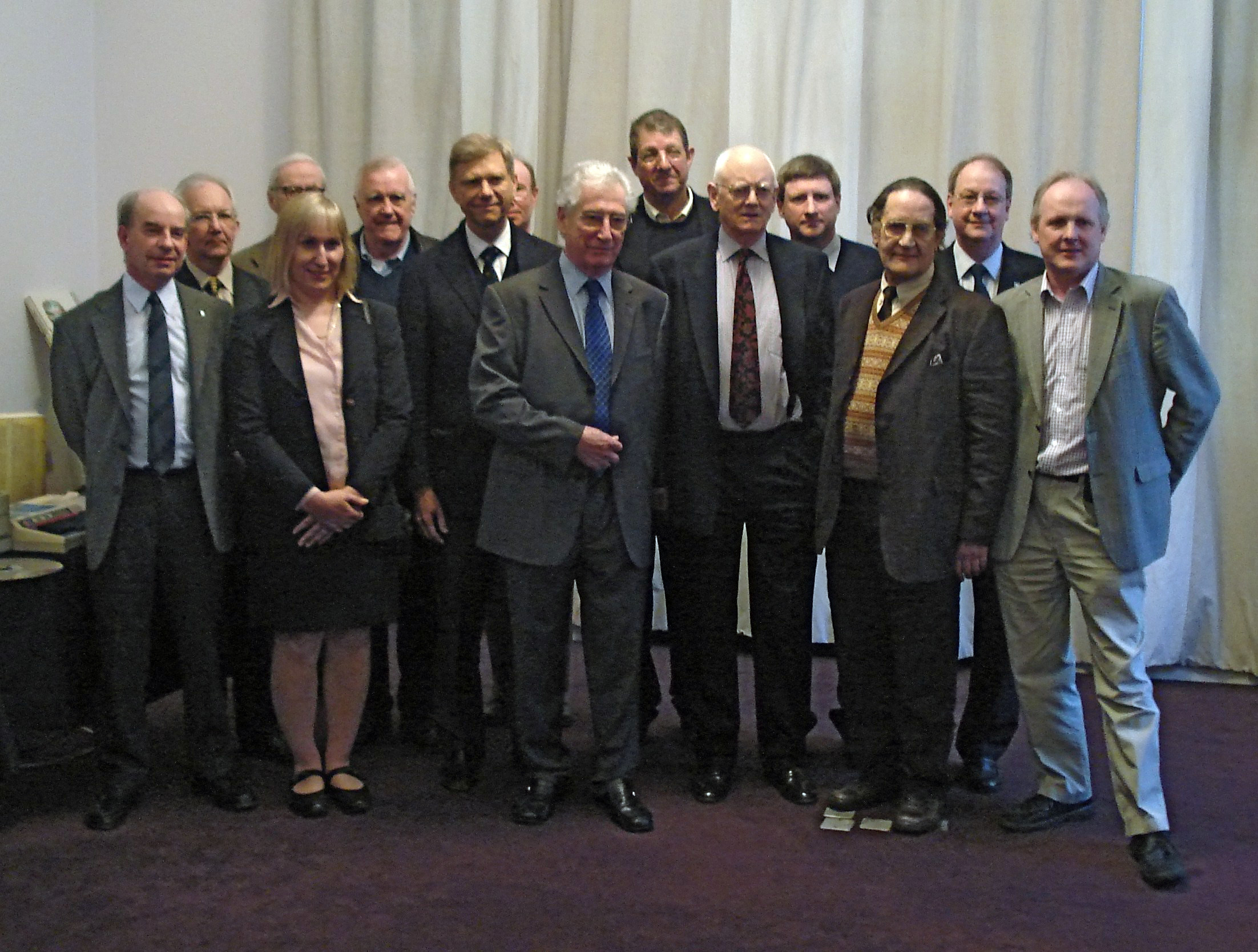
Das BBC-Micro-Team im Jahre 2008

BASIC-Startbildschirm

Der BBC Micro (Acorn BBC Microcomputer) ist ein auf dem 6502-Prozessor (2 MHz) basierender Heimcomputer des britischen Unternehmens Acorn.
Seine Verbreitung fand er ab 1981 vor allem in britischen Schulen, weil eine Sendung des BBC den Acorn als Lehrmodell nutzte. Daher auch der häufig genutzte Name „BBC Micro“ für die Modelle Acorn A (16 KB RAM), B (32 KB RAM) und B+ (64 KB RAM). Von dem BBC Micro gab es insgesamt sieben Revisionen, wobei jedoch Revision 6 und 7 nicht veröffentlicht wurden.

## Architektur
Einzigartig für die damalige Zeit war der offene Systembus des Acorn – der „Tube“. Darüber lassen sich an den sonst eigenständig arbeitenden Rechner zusätzliche CPU-Module anschließen. Möglich waren hier Prozessoren der Bauart 6502, Z80, und ARM1, die den Rechner zur Konsole degradierten, aber dadurch auch die Nutzung anderer Betriebssysteme (CP/M, Unix) erlaubten.

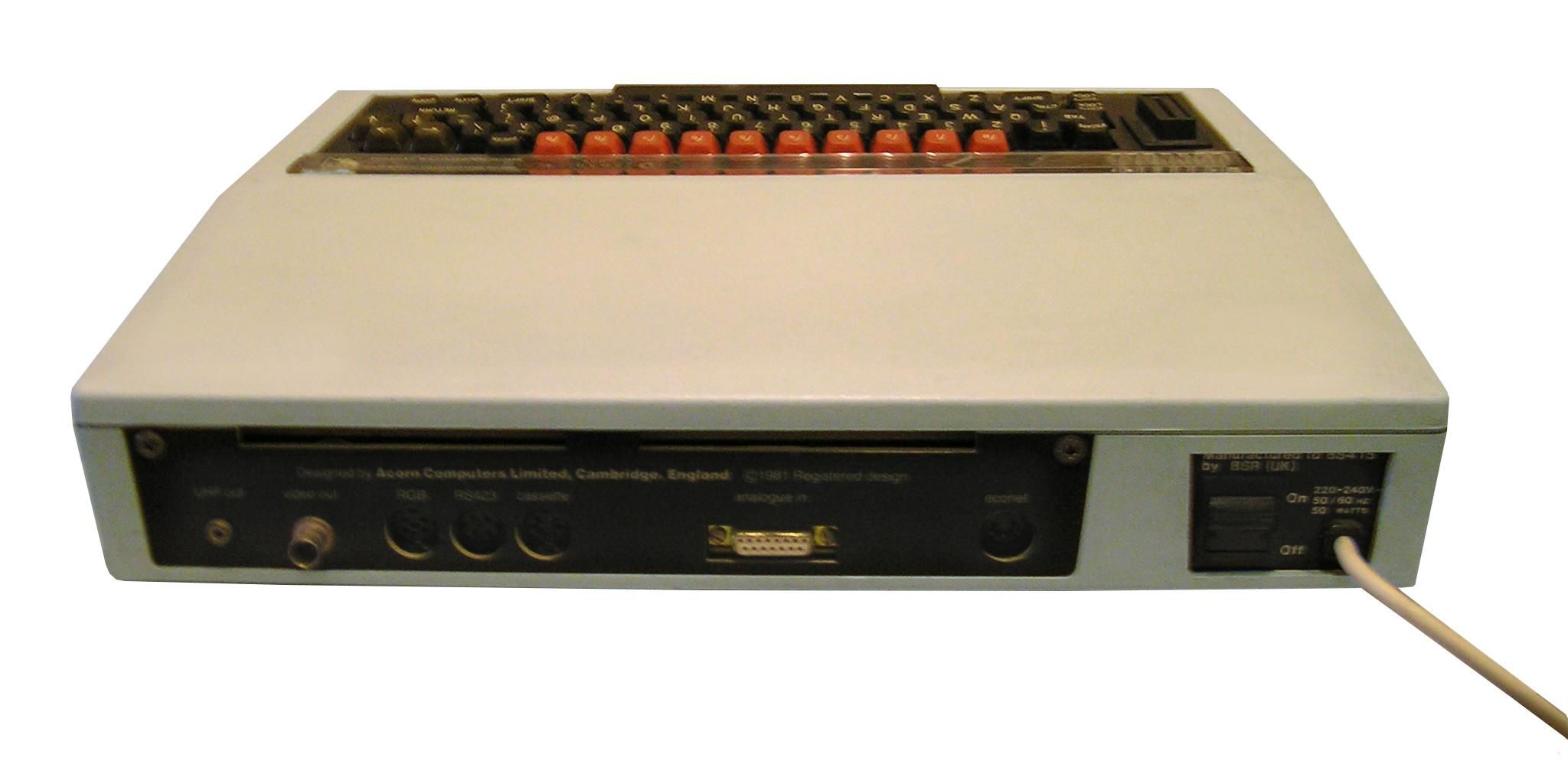
Rückseite des BBC Micro. Ausgänge von links nach rechts: UHF Out, Video Out, RGB, RS423, Cassette, Analog In und Econet.

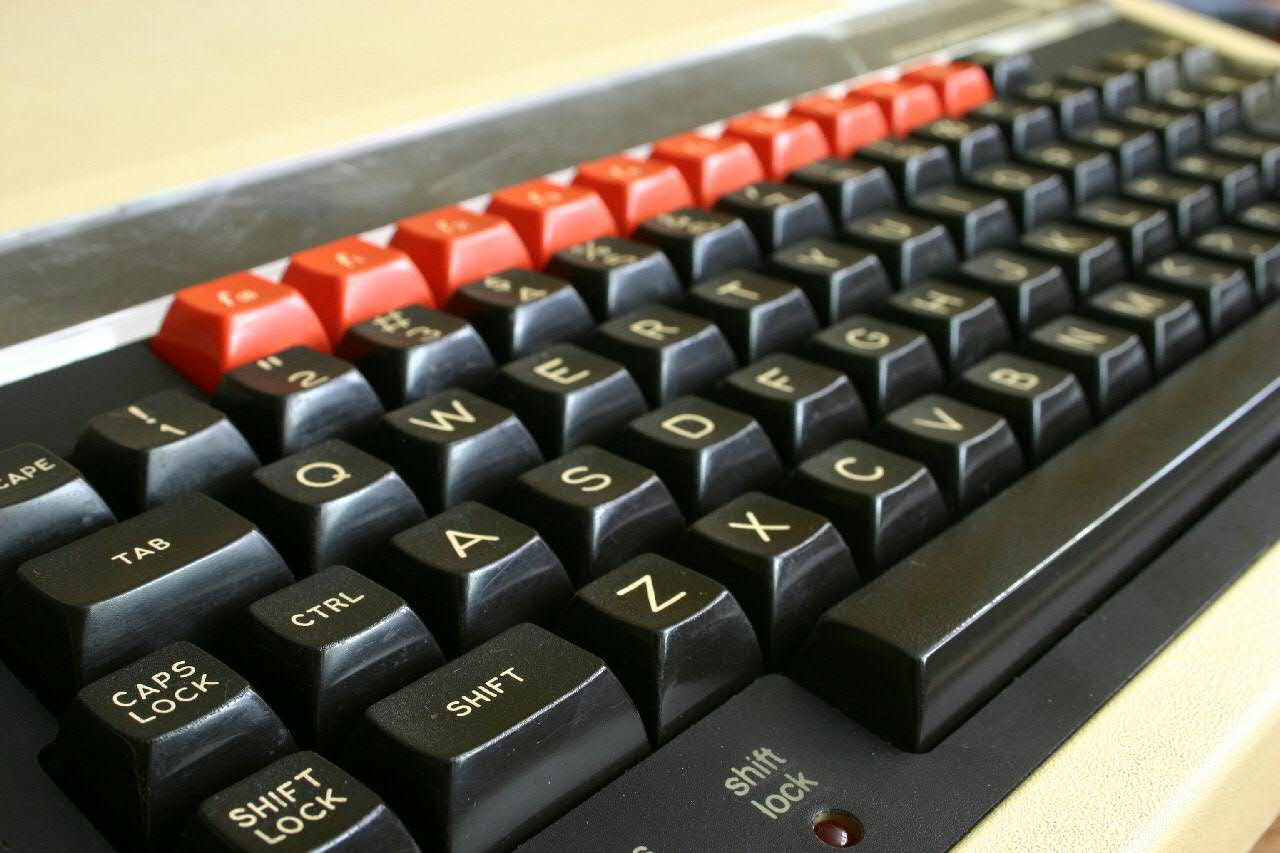
Tastatur des BBC Micro

Intern besaß der Acorn in seinem ROM mit BBC BASIC bereits ein leistungsfähiges BASIC. Er bot eine Grafikauflösung bis zu 640×256, 4-Kanal-Tonausgabe, Digital-Analog-Wandler und diverse externe Schnittstellen (Parallel, Seriell, Monitor, TV, User-Port).
Wegen des relativ hohen Preises konnte sich der Micro international nie durchsetzen, daher erschien später mit dem Acorn Electron auch eine preisgünstigere Variante des Micro. Der Nachfolger des Micro war der BBC Master.

## Hintergrund
In den frühen 1980er-Jahren startete der britische Fernsehsender BBC das Projekt BBC Computer Literacy Project. Das Projekt entstand hauptsächlich als Reaktion auf die damals sehr einflussreiche Fernseh-Dokumentation The Mighty Micro, in der Christopher Evans vom National Physical Laboratory die bevorstehende Revolution des Microcomputer beschreibt und die sich daraus ergebenden Effekte auf die Wirtschaft, Industrie und Gesellschaft in England.
Die BBC brauchte für das Projekt einen Microcomputer, der in der Lage war, bestimmte Aufgaben zu erfüllen, die man den Zuschauern in der TV-Serie The Computer Programme im Jahre 1982 beibringen wollte. Die Liste der Anforderungen enthielt Programmierung des Rechners, Computergrafik, Töne und Musik, Teletext, Steuerung von externer Hardware und Künstliche Intelligenz. Hierfür wurde eine Spezifikation geschrieben und mit mehreren Computer-Herstellern besprochen. Dazu gehörten Sinclair Research, Newbury Laboratories, Tangerine Computer Systems, Dragon Data und Acorn Computers.
Das Acorn-Team arbeitete zu dieser Zeit schon an dem Nachfolger des Acorn Atom Computers. Jedoch war das Gerät damals noch in einer frühen Entwicklungsphase, und das Team (dabei waren auch Steve Furber und Sophie Wilson) hatte lediglich vier Tage, um einen funktionierenden Prototyp nach den Spezifikationen der BBC daraus zu machen. Am Ende war Acorn mit seinem Rechner erfolgreich: Nicht nur war der Acorn Computer der einzige, der den Spezifikationen der BBC entsprach, sondern er übertraf die Anforderungen in fast jedem Bereich.

## Der BBC Micro in der Musikindustrie
- Der britische Musiker Vince Clarke, der in den Musikgruppen Depeche Mode, Yazoo und Erasure spielte, benutzte den BBC Micro (und später den BBC Master) mit seinem UMI Music Sequencer, um damit etliche seiner Stücke zu komponieren. In einigen Musikvideos mit Vince Clarke wird der BBC Micro benutzt, um Texte und Grafiken in den Videos darzustellen, so auch in dem Hit Oh L’Amour der Band Erasure.
- Die britische Rockband Queen nutzte den UMI Music Sequencer auf ihrer Platte A Kind of Magic. Der UMI wird auch auf dem CD-Booklet der Platte genannt. Andere Bands, die den BBC Micro für ihre Musik nutzten, waren a-ha und Steel Pulse.

## Nachleben
Über die Entstehung des BBC Micro wurde 2009 ein Film gedreht: „Micro Men“, der den Wettstreit zwischen den Firmen Acorn und Sinclair Research zur Produktion des Rechners für die BBC beschreibt.
Die Benennung des von der BBC im Jahr 2015 vorgestellten Kleinstcomputers BBC micro:bit nimmt Bezug auf den BBC Micro.